# Carney (Oklahoma)
Carney é uma cidade  localizada no estado norte-americano de Oklahoma, no Condado de Lincoln.

## Demografia
Segundo o censo norte-americano de 2000, a sua população era de 649 habitantes.
Em 2006, foi estimada uma população de 651, um aumento de 2 (0.3%).

## Geografia
De acordo com o United States Census Bureau tem uma área de
4,6 km², dos quais 4,6 km² cobertos por terra e 0,0 km² cobertos por água. Carney localiza-se a aproximadamente 333 m acima do nível do mar.

## Localidades na vizinhança
O diagrama seguinte representa as localidades num raio de 16 km ao redor de Carney.